# Frangiflutti Phoenix

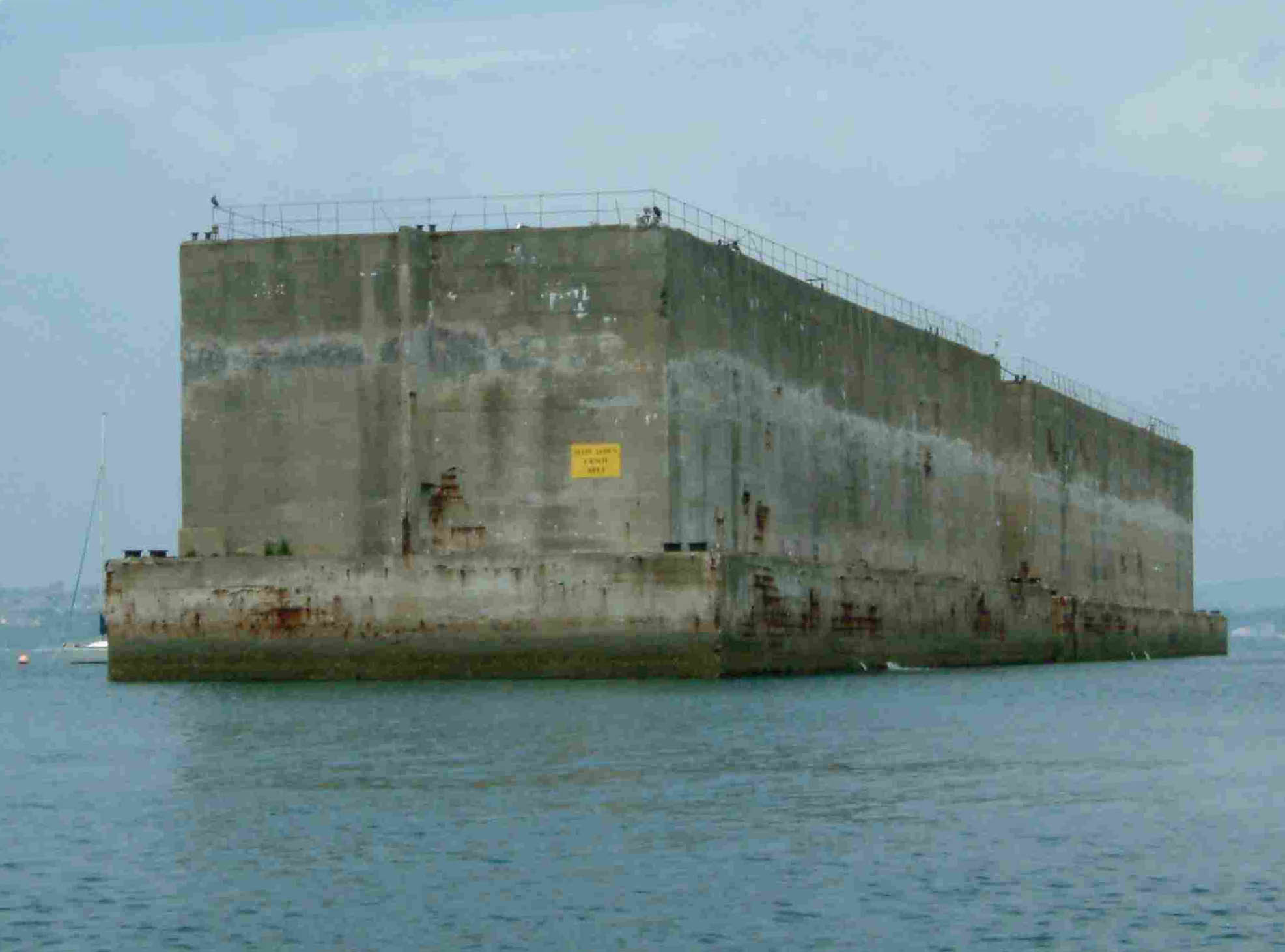
Due frangiflutti Phoenix presso il porto artificiale di Mulberry

I frangiflutti Phoenix furono un insieme di cassoni in cemento armato utilizzati presso il porto artificiale di Mulberry (Mulberry Harbour) che sono stati assemblati per lo Sbarco in Normandia, durante la seconda guerra mondiale.

## Storia ingegneristica
Questi furono costruiti da imprese di ingegneria civile lungo la costa meridionale della Gran Bretagna. Furono raccolti a Dungeness e Selsey, e poi rimorchiati attraverso La Manica e affondati per andare a formare i frangiflutti del porto Mulberry, in sostituzione della precedente sistemazione di imbarcazioni ("Gooseberry"). Inoltre, nell'autunno del 1944, furono aggiunti ulteriori cassoni per rinforzare la struttura esistente in modo tale da permettere al nuovo "porto" di poter essere utilizzato per un periodo maggiore di quello previsto.
Diversi frangiflutti Phoenix sono ancora in uso in Gran Bretagna: due fanno parte del porto di Castletown presso l'Isle of Portland e due risultano affondati in meno di 10 metri di acqua al largo Pagham nel distretto di Arun. Vi è anche un piccolo cassone Phoenix (di tipo C) al porto di Langstone presso Havant.
Quattro frangiflutti Phoenix sono stati utilizzati nei Paesi Bassi per colmare una lacuna nella diga di Ouwerkerk dopo la piena del Mare del Nord del 1953. Ora sono diventati parte integrante di un museo per le inondazioni chiamato Watersnoodmuseum, dove si può camminare attraverso i quattro cassoni.